# 保子内親王
保子内親王（やすこないしんのう）は、村上天皇の第三皇女。母は更衣・藤原正妃（藤原在衡の娘）。女三宮と呼ばれる。

## 生涯
天暦10年（956年）11月5日、父・村上天皇と対面。応和2年（962年）内裏にて裳着。琴を弾くのに秀で、父帝の前で披露する機会もあった。康保4年（967年）5月に父の村上天皇、7月に母の正妃が相次いで死去した。
藤原兼家が摂政となった頃（寛和2年（986年）以降）、正妻がいないのは不都合ということで保子内親王のもとに通うこととなったが、思ったよりもつまらない女性であるとして、やがて通いが絶えてしまった。このことを保子内親王は不面目に思い、心痛のあまり没したと『栄花物語』にある。子女はなかった。永延元年（987年）8月に薨去。享年39。